# Eleonore Weisgerber

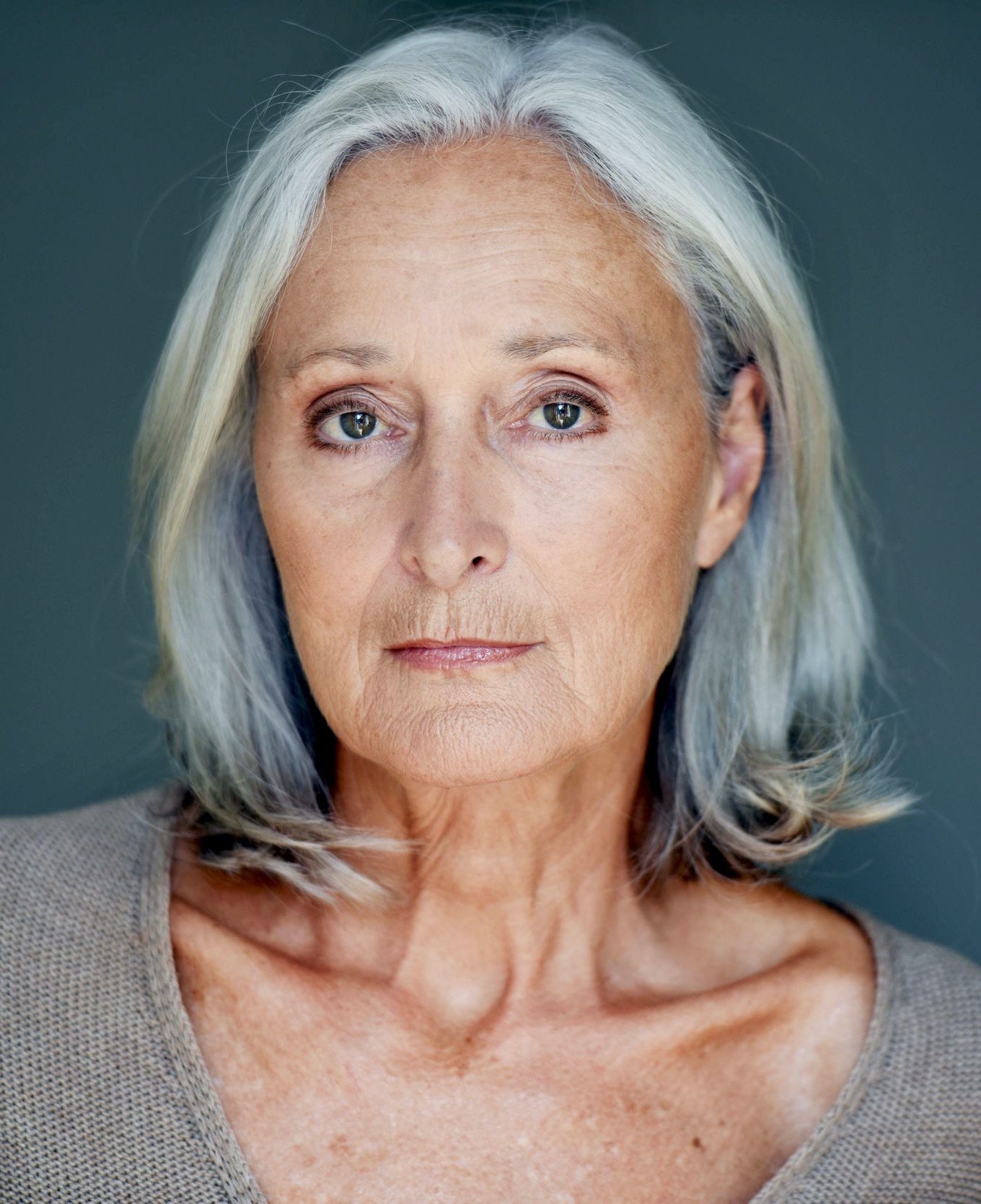
Eleonore Weisgerber im Jahr 2018

Eleonore Weisgerber (* 18. August 1947 in Wiesbaden, Ehename Weisgerber-Bliese) ist eine deutsche Schauspielerin und Chansonsängerin. In ihrer seit 1968 andauernden Karriere trat sie in mehr als 150 Rollen im Fernsehen, Kino und Theater auf. Zu den Regie-Persönlichkeiten, mit denen sie zusammengearbeitet hat, zählen u. a. Pete Ariel, Claude Chabrol, Dagmar Damek, Michael Günther, Wolfgang F. Henschel, Vanessa Jopp, Cüneyt Kaya, Helmut Käutner, Christian Petzold, Peter Schamoni, Margarethe von Trotta, Rolf von Sydow, Franz Peter Wirth und Krzysztof Zanussi.

## Leben und Werk

### Jugend und Ausbildung
Eleonore Weisgerber wurde 1947 als Tochter einer Krankenschwester und eines Exportkaufmanns in Wiesbaden geboren. Von ihrem dritten bis zum siebten Lebensjahr lebte sie mit ihren Eltern in Santo Domingo in der Dominikanischen Republik. Als Eleonores Einschulung anstand, kehrte die Familie nach Deutschland zurück und ließ sich in Baden-Baden nieder.
Bereits in jungen Jahren hegte Weisgerber den Wunsch, Schauspielerin zu werden. Dazu trug auch das Vorbild ihrer Großmutter Hedwig bei, welche in den 1910er und frühen 1920er Jahren an den großen badischen Bühnen in Mannheim und Karlsruhe auftrat. Nach ihrem Abitur am Wilhelm-Dörpfeld-Gymnasium in Wuppertal besuchte Eleonore Weisgerber von 1966 bis 1969 die Max-Reinhardt-Schule in Berlin (inzwischen Teil der Universität der Künste), wo sie Schauspiel, Gesang, Ballett und Musical Dance studierte. Im Jahr 1978 absolvierte sie einen Schauspielkurs bei Lee Strasberg; in den 2000er Jahren folgten weitere Workshops bei Geraldine Baron, Larry Moss und Ivana Chubbuck.

### Karriere im Kino und Fernsehen

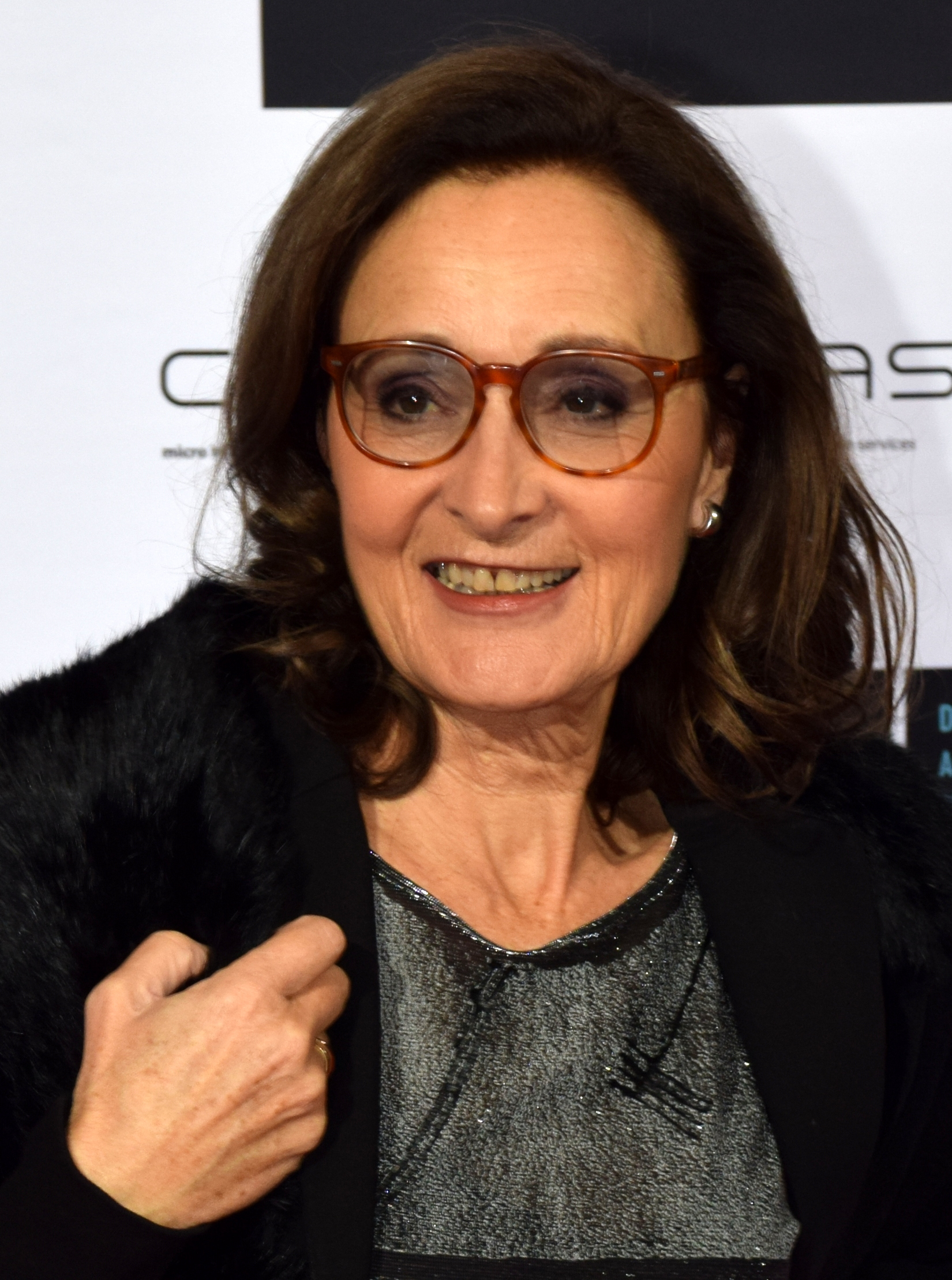
Eleonore Weisgerber 2015 bei einer Preisverleihung der Deutschen Akademie für Fernsehen

Noch während ihrer Ausbildungszeit gab Weisgerber 1968 ihr Fernsehdebüt in dem Zweiteiler Bel Ami, an der Seite von Helmut Griem und unter der Regie von Helmut Käutner. Ihren Durchbruch hatte sie mit der Rolle der Dr. Gisela Saalbach in der Arztserie Praxis Bülowbogen (1987–1992) neben Günter Pfitzmann.
Auf der Kinoleinwand war Weisgerber u. a. in Claude Chabrols Dr. M (1988) und in Peter Evers’ A Gschicht über d’Lieb (2019) zu sehen. Sie wirkte in einer Vielzahl von Fernsehfilmen mit, u. a. in Der Vamp im Schlafrock mit Gudrun Landgrebe, neben Günter Pfitzmann in Die Meute der Erben, an der Seite von Inge Meysel in Die Liebenden vom Alexanderplatz und in Matti Geschonnecks Liebe Schwester als Ärztin Dr. Heine.
Weisgerber spielte auch in vielen Fernsehserien und Krimireihen mit, so u. a. in Der Kommissar, Derrick, Der Alte, Ein Fall für Zwei, Tatort,  Peter Strohm, Wolffs Revier, Schlosshotel Orth, Nikola, Pfarrer Braun, Ein starkes Team, Chaos-Queens und Zimmer mit Stall.
2022 erhielt Weisgerber den DAfFNE-Preis der Deutschen Akademie für Fernsehen als Beste Schauspielerin in einer Nebenrolle für Auf dem Grund.

### Karriere im Theater und Chanson
Weisgerber erhielt ihren ersten Theater-Vertrag 1969 an der Komödie Düsseldorf. Feste Engagements hatte sie anschließend am Theater Dortmund (1970–72), Theater Bremen (1972–73), Stadttheater Heidelberg (1973–1978), sowie am Stadttheater Basel (1978–1981). Weitere Stationen ihrer Theaterlaufbahn waren unter anderem München, Frankfurt und Köln.
Weisgerbers Rollenrepertoire auf der Theaterbühne reichte von klassischen Figuren wie beispielsweise der Lessing’schen Minna von Barnhelm bis hin zur Polly in Brecht/Weills Die Dreigroschenoper. Sie spielte u. a. die Kriemhild in Die Nibelungen, die Susanna in Der tolle Tag oder Figaros Hochzeit, die Jeléna Andréjewna in Onkel Wanja und Elisabeth von Valois in Don Karlos.
2003 war Weisgerber bei zahlreichen Gastspielen mit der Titelrolle der Ellida in Henrik Ibsens Schauspiel Die Frau vom Meer in einer Produktion der „Bühne 64 Zürich“ neben Holger Petzold auf Tournee. Ab 2004 tourte sie mehrere Jahre lang an der Seite von Peter Bongartz mit dem Zwei-Personen-Stück Kleine Eheverbrechen durch deutschsprachige Städte und ging auch im Frühjahr 2009 wieder mit Bongartz auf Tournee.
Seit 1999 ist Weisgerber auch als Chansonnière (Alt-Stimme) tätig. Sie entwickelte ein Solo-Bühnenprogramm mit dem Titel Aufstieg und Fall der Femme fatale, welches sie über ein Jahrzehnt lang immer wieder aufführte. Darin singt sie u. a. Lieder von Friedrich Hollaender und Hildegard Knef, mit Texten von Klabund, Kurt Tucholsky und Günter Neumann. Am Klavier begleitet wurde sie bis zu dessen Tod in 2006 von Mikesch van Grümmer; danach von Nikolai Orloff.

### Mitgliedschaften und Soziales Engagement
Eleonore Weisgerber ist Mitglied der Deutschen Filmakademie, der Deutschen Akademie für Fernsehen und im Bundesverband Schauspiel (BFFS).

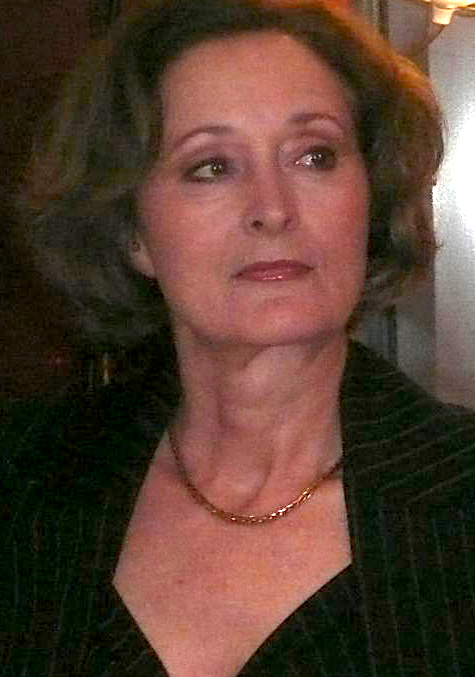
Weisgerber 2008 in Plauen, bei einer Veranstaltung von „In Balance“ – Stiftung für Bipolare Störungen Berlin

#### Stiftungen und Bundesverdienstkreuz
2007 gründete Weisgerber „in Balance“ – Stiftung für Bipolare Störungen Berlin, welche eng mit der Deutschen Gesellschaft für Bipolare Störungen zusammenarbeitet. Das Ziel der Stiftung ist es, die breite Öffentlichkeit über das Krankheitsbild der bipolaren Störung aufzuklären, und zu dessen Entstigmatisierung beizutragen. Auslöser & Motivation für die Gründung waren mehrere von der Krankheit betroffene Menschen im Umfeld von Weisgerber.
Seit 2010 engagiert Weisgerber sich auch als „SchrittMacher“ der Tom Wahlig Stiftung, die sich die Erforschung und Bekämpfung der seltenen HSP-Erkrankung zum Ziel gesetzt hat.
Für ihren Einsatz bei diesen Stiftungen wurde Weisgerber im November 2018 mit dem Bundesverdienstkreuz am Bande ausgezeichnet. Dazu schrieb die Berliner Senatsverwaltung für Gesundheit, Pflege und Gleichstellung:

„Mit ihrem sozialen Engagement, verbunden mit großer Sachkenntnis und Tatkraft, trägt Eleonore Weisgerber-Bliese entscheidend dazu bei, dass diese Krankheitsbilder in das Bewusstsein einer breiten Öffentlichkeit treten. Ihre Medienpräsenz und Popularität führen dazu, sowohl in Fachkreisen als auch in der Öffentlichkeit eine notwendige größere Aufmerksamkeit und Verständnis für Betroffene und auch deren Angehörige zu schaffen.“

### Privatleben
Eleonore Weisgerber heiratete 1976 ihren Schauspielkollegen Joachim Bliese (1935–2021). Die Ehe wurde 2002 geschieden. Der Ehe entstammen zwei Kinder: Die Filmregisseurin und Drehbuchautorin Miriam Bliese (* 1978) und der Kulturwissenschaftler und Sozialarbeiter Johannes Bliese (* 1982), der auch in der Berliner Hip-Hop-Szene aktiv ist, wo er unter dem Künstlernamen Joe Madog auftritt.
Weisgerber, die hauptsächlich in Berlin lebt, hatte bis 2021 einen Zweitwohnsitz in Paris. Sie besitzt außerdem ein Haus auf der Ostseeinsel Usedom, welches sie als „Familienhaus“ bezeichnet – einen Ort, an dem Freunde und Familienmitglieder zusammenkommen können.
Eleonore Weisgerber ist nicht mit der Schauspielerin Antje Weisgerber verwandt, bewunderte diese aber, und hielt nach dem ersten Kennenlernen bis zu Antjes Tod im Jahr 2004 freundschaftlichen Kontakt zu ihr.

## Filmografie (Auswahl)

### Kino
- 1969: Ein Tag ist schöner als der andere – Regie: Kurt Hoffmann
- 1986: Zoning – Regie: Ulrich Krenkler
- 1986: Caspar David Friedrich – Grenzen der Zeit – Regie: Peter Schamoni
- 1990: Dr. M – Regie: Claude Chabrol
- 1995: Pilotinnen – Regie: Christian Petzold
- 2009: Schwerkraft – Regie: Maximilian Erlenwein
- 2009: Ninja Assassin – Regie: James McTeigue
- 2009: Albert Schweitzer – Ein Leben für Afrika (Albert Schweitzer) – Regie: Gavin Millar
- 2011: Die Summe meiner einzelnen Teile – Regie: Hans Weingartner
- 2013: Ummah – Unter Freunden – Regie: Cüneyt Kaya
- 2019: A Gschicht über d’Lieb – Regie: Peter Evers
- 2019: Gut gegen Nordwind – Regie: Vanessa Jopp

### Fernsehen
Wo nicht anders ausgewiesen, handelt es sich um einen einzelnen Fernsehspielfilm, der keiner Reihe oder Miniserie angehört.
- 1968: Bel Ami (Zweiteiler) – Regie: Helmut Käutner
- 1972–1974: Der Kommissar (Serie, verschiedene Rollen, 2 Folgen)
- 1973: Der Fall von nebenan (Serie – 2. Staffel, Folge 13: „Elternschule“) – Regie: Tom Toelle
- 1975: Die unfreiwilligen Reisen des Moritz August Benjowski (Vierteiler) – Regie: Fritz Umgelter
- 1975: Derrick: Tod am Bahngleis
- 1976: Minna von Barnhelm – Regie: Franz Peter Wirth
- 1977: Roulette – Regie: Franz Peter Wirth
- 1978–1995: Der Alte (Serie, verschiedene Rollen, 11 Folgen)
- 1982: Wir haben uns doch mal geliebt – Regie: Daniel Christoff
- 1982: Vivatgasse 7 (Serie, 12 Folgen)
- 1983: Ein Winter auf Mallorca – Regie: Imo Moszkowicz
- 1983: Frau Juliane Winkler – Regie: Michael Günther
- 1985: Die Frau mit den Karfunkelsteinen – Regie: Dagmar Damek
- 1985–2013: Ein Fall für zwei (Serie, verschiedene Rollen, 3 Folgen)
- 1986: Zerbrochene Brücken – Regie: Franz Peter Wirth
- 1987: Großstadtrevier (Serie, Folge Feine Gesellschaft)
- 1987: Die Klette – Regie: Herbert Ballmann
- 1987: Der Fälscher – Regie: Rolf von Sydow
- 1987–1994: Praxis Bülowbogen (Serie, Staffeln 1–4, 48 Folgen)
- 1987–1999: SOKO München (Serie, verschiedene Rollen, 3 Folgen)
- 1988–1991: Büro, Büro (Serie, Staffeln 2 & 3, 29 Folgen)
- 1988: Tatort: Pleitegeier (Reihe) – Regie: Pete Ariel
- 1988: Derrick: Kein Risiko (Serie, Folge 162) – Regie: Alfred Weidenmann
- 1989: Tatort: Keine Tricks, Herr Bülow (Reihe) – Regie: Jürgen Roland
- 1990: Der Eindringling – Regie: Sigi Rothemund
- 1990: Tatort: Zeitzünder (Reihe) – Regie: Pete Ariel
- 1991: Peter Strohm (Serie, Staffel 2, Folge 9: Mann und Frau) – Regie: Pete Ariel
- 1991–1992: Ein Heim für Tiere (Serie, 19 Folgen)
- 1992: Haus am See (Serie, 8 Folgen)
- 1992: Tatort: Verspekuliert (Reihe) – Regie: Wolfgang Luderer
- 1992: Schulz & Schulz (fünfteilige Reihe, Folge 4: Neue Welten, alte Lasten) – Regie: Nico Hofmann
- 1992: Wolffs Revier (Serie, Folge: Tommy ist tot) – Regie: Michael Lähn
- 1993: Ein Mord danach – Regie: Wolfgang Storch
- 1993: Glückliche Reise – Hongkong (Reihe) – Regie: Stefan Bartmann
- 1994: Ein unvergeßliches Wochenende ... in Südfrankreich (Reihe) – Regie: Rolf von Sydow
- 1994: Feuer und Flamme (Tout feu, tout femme) (französisch-deutsche Serie) – Regie: Valérie Bonnier
- 1994: Rosamunde Pilcher: Karussell des Lebens (Reihe) – Regie: Rolf von Sydow
- 1994: Derrick: Darf ich Ihnen meinen Mörder vorstellen? (Serie, Folge 236) – Regie: Theodor Grädler
- 1995: Der Clan der Anna Voss (Miniserie, 6 Folgen) – Regie: Herbert Ballmann
- 1995: Les filles du Lido (Fernseh-Zweiteiler) – Regie: Jean Sagols
- 1995: Derrick: Herr Widanje träumt schlecht (Serie, Folge 253) – Regie: Alfred Weidenmann
- 1996: Der Mann ohne Schatten (Serie, Folge: Der Bomber) – Regie: Zbyněk Brynych
- 1996: Heimatgeschichten: Ihr Geschenk (Reihe) – Regie: Michael Braun
- 1996: Spiel des Lebens (Serie, Folge: Der Bomber) – Regie: Michael Günther
- 1996: Crédit bonheur – Regie: Luc Béraud
- 1996: Cuba Libre – Regie: Christian Petzold
- 1996: Stubbe – Von Fall zu Fall: Stubbe und das Kind (Reihe) – Regie: Christa Mühl
- 1997: Für Liebe und Gerechtigkeit (L'avvocato delle donne) (Miniserie, Folge Adriana) – Regie: Andrea Frazzi, Antonio Frazzi
- 1997: Maître Da Costa: Meurtre sur Rendez-Vous (Reihe) – Regie: Nicolas Ribowski
- 1997: Ein Mord für Quandt (Serie, Folge: Leiche im Keller) – Regie: Michael Steinke
- 1997: Leben in Angst – Regie: Dagmar Damek
- 1998: Schlosshotel Orth (Serie, Folge: Romeo und Julia am Traunsee) – Regie: Peter Sämann
- 1998: Im Namen des Gesetzes (Serie, Folge: Der Vollmondmörder) – Regie: Gregor Schnitzler
- 1998: Die Fremde in meiner Brust – Regie: Dominique Othenin-Girard
- 1998: Schimanski: Muttertag (Reihe) – Regie: Mark Schlichter
- 1998: Derrick: Das Abschiedsgeschenk (Serie, Folge 281) – Regie: Dietrich Haugk
- 1999: Rosamunde Pilcher: Rosen im Sturm (Reihe) – Regie: Stefan Bartmann
- 1999: Mit fünfzig küssen Männer anders – Regie: Margarethe von Trotta
- 1999: Die Cleveren (Serie, Folge: Der Polizeifan) – Regie: Peter Ristau
- 2000: Das Traumschiff: Neuseeland (Reihe) – Regie: Michael Steinke
- 2000: HeliCops – Einsatz über Berlin (Serie, Folge: Das Jahr des Drachen) – Regie: Wolfgang F. Henschel
- 2000: Siska: Du lebst noch drei Minuten (Reihe) – Regie: Hans-Jürgen Tögel
- 2000: Tatort: Das letzte Rodeo (Reihe) – Regie: Pete Ariel
- 2001: Frauen, die Prosecco trinken – Regie: Ulrich König
- 2001: Die Meute der Erben – Regie: Ulrich König
- 2001: Tatort: Verhängnisvolle Begierde (Reihe) – Regie: Michael Lähn
- 2001: SOKO Leipzig (Serie, Folge: Liebesdienste) – Regie: Johannes Grieser
- 2001: Der Vamp im Schlafrock – Regie: Berno Kürten
- 2001: Die Liebenden vom Alexanderplatz – Regie: Detlef Rönfeldt
- 2002: Die Rosenheim-Cops (Serie, Folge: Der Pfeil des Robin Hood) – Regie: Gudrun Scheerer
- 2002–2004: Inspektor Rolle (Reihe, 5 Folgen) – Regie: Jörg Grünler, Zoltan Spirandelli
- 2003: Der Bulle von Tölz: Freier Fall (Reihe) – Regie: Wolfgang F. Henschel
- 2003: Marga Engel kocht vor Wut (Reihe) – Regie: Michael Günther
- 2003: Der Aufbruch – Regie: Robert Narholz
- 2003: Liebe Schwester – Regie: Matti Geschonneck
- 2003: Cappuccino zu Dritt – Regie: Klaus Knoesel
- 2004: Unter weißen Segeln – Kompass der Liebe (Reihe) – Regie: Bernhard Stephan
- 2005: Inga Lindström: Mittsommerliebe (Reihe) – Regie: Oliver Dommenget
- 2005: Der letzte Zeuge (Serie, Folge: Die Frau ohne Gewissen) – Regie: Bernhard Stephan
- 2005: Pfarrer Braun: Adel vernichtet (Reihe) – Regie: Dirk Regel
- 2005: Der Landarzt (Serie, 2 Folgen) – Regie: Gunter Krää
- 2006: Im Tal der wilden Rosen: Was das Herz befiehlt (Reihe) – Regie: Oliver Dommenget
- 2007: Von Müttern und Töchtern – Regie: Olaf Kreinsen
- 2007: Der falsche Tod – Regie: Martin Eigler
- 2007: Ein starkes Team: Blutige Ernte (Reihe) – Regie: Michel Bielawa
- 2008: Der Hochzeitswalzer – Regie: Andrea Katzenberger
- 2008: Im Gehege – Regie: Kai Wessel
- 2009–2013: Vorzimmer zur Hölle (Dreiteiler) – Regie: John Delbridge, Michael Keusch
- 2009: Killerjagd. Töte mich, wenn du kannst (Reihe) – Regie: Manuel Flurin Hendry
- 2010: Pfarrer Braun: Kur mit Schatten (Reihe) – Regie: Wolfgang F. Henschel
- 2010: Utta Danella – Eine Nonne zum Verlieben (Reihe) – Regie: Peter Weissflog
- 2010: Morgen musst Du sterben – Regie: Niki Stein
- 2010: Katie Fforde: Eine Liebe in den Highlands (Reihe) – Regie: John Delbridge
- 2010–2011: Rosamunde Pilcher: Vier Frauen (Vierteiler innerhalb der Reihe) – Regie: Giles Foster
- 2011: Die geerbte Familie – Regie: Christine Kabisch
- 2011: Wilde Wellen – Nichts bleibt verborgen (Vierteiler) – Regie: Ulli Baumann
- 2012: Bloch: Der Fremde (Reihe) – Regie: Elmar Fischer
- 2012: Katie Fforde: Sommer der Wahrheit (Reihe) – Regie: Helmut Metzger
- 2013: Ein weites Herz – Schicksalsjahre einer deutschen Familie – Regie: Thomas Berger
- 2013: Tessa Hennig: Mutti steigt aus (Reihe) – Regie: Gloria Behrens
- 2013: Das Mädchen mit dem indischen Smaragd (Zweiteiler) – Regie: Michael Karen
- 2014: Sternstunde ihres Lebens – Regie: Erica von Moeller
- 2014: SOKO Leipzig: Zwei Schwestern (abendfüllende Folge der Serie) – Regie: Buddy Giovinazzo
- 2015: Unverschämtes Glück – Regie: Hartmut Schoen
- 2015: Mutter auf Streife – Regie: Jan Ruzicka
- 2015: ...und dann noch Paula (Serie, 6 Folgen) – Regie: Joseph Orr
- 2015: Nacht der Angst – Regie: Gabriela Zerhau
- 2016: Dimitrios Schulze – Regie: Cüneyt Kaya
- 2016: Tatort: Echolot (Reihe) – Regie: Claudia Prietzel, Peter Henning
- 2017: Chaos-Queens: Für jede Lösung ein Problem (Reihe) – Regie: Thomas Freundner
- 2017: Ich werde nicht schweigen – Regie: Esther Gronenborn
- 2017: Tatort: Dein Name sei Harbinger (Reihe) – Regie: Florian Baxmeyer
- 2018: Bist du glücklich? – Regie: Max Zähle
- 2018: Deutschland 86 (Serie, Folge: Vula) – Regie: Arne Feldhusen
- 2018: Das Leben vor mir – Regie: Anna Justice
- 2019: Villa Eva – Regie: Michael Riebl
- 2019: Ottilie von Faber-Castell – Eine mutige Frau – Regie: Claudia Garde
- 2020: Die Kanzlei (Serie, Staffel 4, Folge 9: Ausgeliefert) – Regie: Steffi Doehlemann
- 2021: Zimmer mit Stall: Schwiegermutter im Anflug (Reihe) – Regie: Sebastian Stern
- 2022: Auf dem Grund – Regie: Thorsten M. Schmidt
- 2023: Der Kroatien-Krimi: Der Todesritt (Reihe) – Regie: Michael Kreindl
- 2024: Kroymann (Satiresendung, Ist die noch gut?)
- 2024: Trapps Sommer – Regie: Rainer Kaufmann
- 2025: Helen Dorn: Mordsee (Reihe) – Regie: Friedemann Fromm

## Theaterrollen (Auswahl)
- 2003: Die Frau vom Meer von Henrik Ibsen, Rolle: Ellida – Regie: Helmuth Fuschl; Bühne 64, Zürich
- 2003: Drei Mal Leben von Yasmina Reza, Rolle: – Regie: Peter Kühn; Fritz Rémond Theater, Frankfurt am Main
- 2004–2006: Kleine Eheverbrechen von Éric-Emmanuel Schmitt – Regie: Krzysztof Zanussi; Tournee
- 2015: Das Lächeln des Barrakuda von Esther Vilar – Regie: Thomas Schendel; Schlosspark Theater, Berlin[15]

## Hörspiele (Auswahl)
- 2011: Böse Onkel von Benno Hurt – Regie: Annette Kurth, (WDR)

## Diskografie
- 2004: Aufstieg & Fall Der Femme Fatal – CD mit der Live-Aufzeichnung des gleichnamigen Bühnenprogramms, Verlag: Duo-phon-Musikverlag, Berlin

## Auszeichnung
- 2022: DAfFNE-Preis der Deutschen Akademie für Fernsehen: Beste Schauspielerin in einer Nebenrolle für Auf dem Grund.[4]